# Cladanthus mixtus
Cladanthus mixtus là một loài thực vật có hoa trong họ Cúc. Loài này được (L.) Oberpr. & Vogt mô tả khoa học đầu tiên năm 2002.